# يوري أوسيبوف

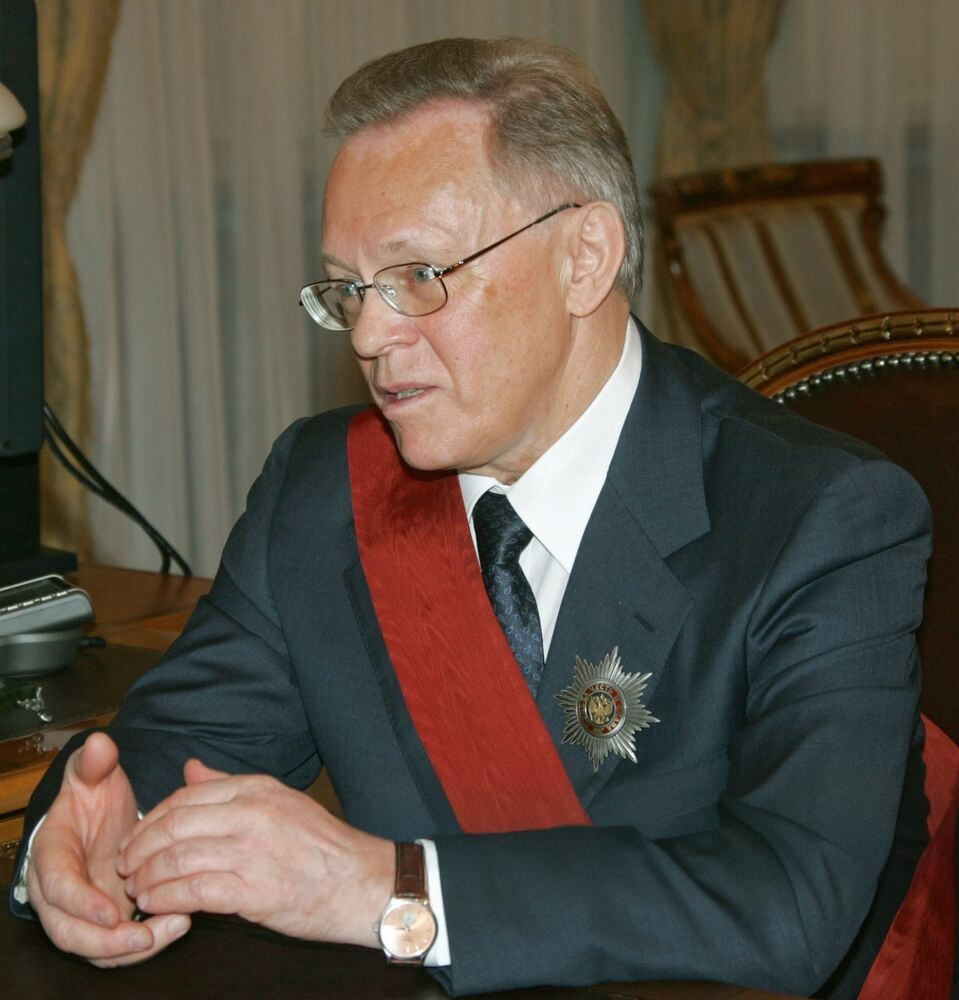
يوري أوسيبوف.

يوري سيرعييفيتش أوسيبوف (الروسية: Ю́рий Серге́евич О́сипов) هو عالم رياضيات سوفييتي روسي (يعيش حاليا في مدينة توبولسك).